# Manoir de Tronscorff (Langoëlan)
Le manoir de Tronscorff est un édifice situé à Langoëlan en France.

## Localisation
Le manoir est situé sur le territoire de la commune de Langoëlan, au lieu-dit Tronscorff, dans une boucle du Scorff, dans le département du Morbihan en région Bretagne.

## Description
Le manoir est limité par un mur d'enclos. Le logis est orienté est-ouest, l'accès à la cour limité par deux piliers encadré de dépendances se faisant par l'est. Le logis à double orientation montre deux élévations ordonnancées, à trois (est) et cinq (ouest) travées. Édifice à un étage carré, élévation à travées, construit en moellon et pierre de taille de granite. Toiture à longs pans brisés, toit en pavillon, pignon couvert et découvert, croupe. Escalier dans-œuvre : escalier tournant à retours sans jour.

## Historique
Les parties agricoles datent des XVIIe et XVIIIe siècles, le logis est remanié au XIXe siècle. Le manoir est mentionné dans la réformation de 1427, appartenant à Gilbert du Houlle, époux de Marguerite de Tronscorff, héritière de la seigneurie, qui rendait hommage au prince de Guémené. Il reste dans la famille du Houlle jusqu’en 1610 où il passa par mariage à Philippe Bertho (ou Berthou ou de Berthou) ; ses enfants étant morts sans héritiers, le manoir devint le possession de son cousin René-François Berthou, qui meurt en 1738. C’est lui, ou son fils Jean-Jacques qui possède le manoir entre 1738 et 1776, qui remanie ou reconstruit le manoir telle que la façade principale le révèle, en remployant quelques éléments d’ouvertures du logis antérieur, du XVIe siècle (porte d’entrée et fenêtre de l'étage de l'élévation est). La façade ouest et l’intérieur ont été remaniés au XXe siècle. Le logis est prolongé vers le sud d’un corps en retrait qui peut également dater de la deuxième moitié du XVIIIe siècle. Dans la cour, la dépendance au sud date du XVIe siècle.
Le manoir est inscrit à l'inventaire général du patrimoine culturel en 1967.